# Sarbinowo, Hạt Koszalin
Sarbinowo [sarbiˈnɔvɔ] (tiếng Đức: Sorenbohm) là một ngôi làng ở quận hành chính của Gmina Mielno, trong Koszaliński, Zachodniopomorskie, ở tây bắc Ba Lan. Nó nằm khoảng 17 kilômét (11 mi) phía tây bắc Koszalin và 130 km (81 mi) về phía đông bắc của thủ đô khu vực Szczecin.
Trước năm 1637, khu vực này là một phần của Duchy of Pomerania. Đối với lịch sử của khu vực, xem Lịch sử của Pomerania.

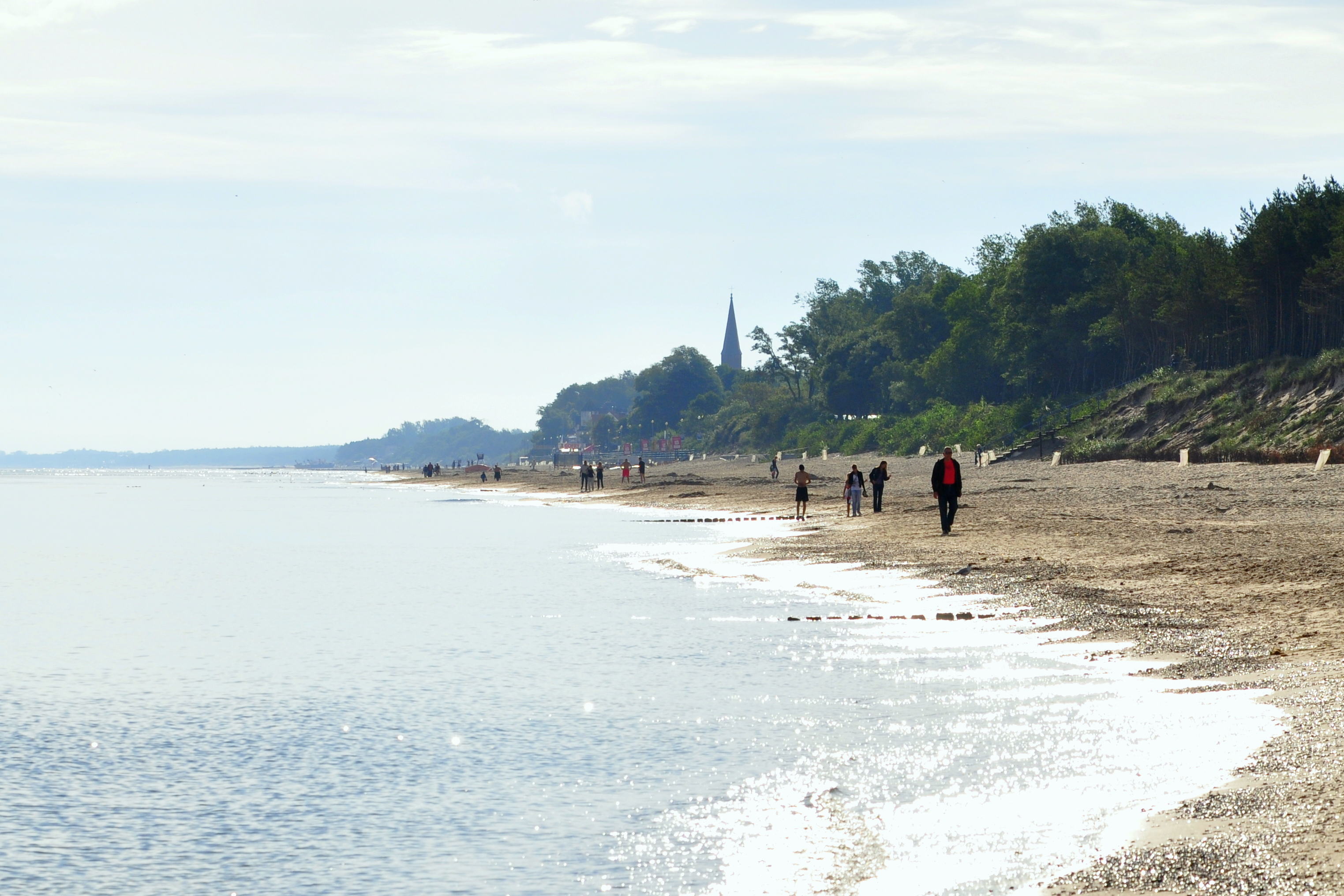

Làng có dân số 558 người. 